# Senate Republican Conference
Die Senate Republican Conference ist die offizielle Organisation der republikanischen Senatoren im Senat der Vereinigten Staaten. Seit der Nachwahl in Georgia gehören dieser Fraktion 50 Senatoren an, der demokratischen Fraktion gehören ebenfalls 50 Senatoren an, jedoch stellen die Demokraten auch den Vizepräsidenten der Vereinigten Staaten, der bei einem Patt entscheiden darf, deshalb haben die Demokraten eine working majority und die Republikaner befinden sich in der Minderheit. Ihr derzeitiger Vorsitzender ist John Barrasso aus Wyoming mit seiner Stellvertreterin Joni Ernst aus Iowa. Ihr Pendant im Repräsentantenhaus ist die House Republican Conference mit Elise Stefanik als Vorsitzender aus New York, bei den Demokraten der Democratic Caucus of the United States Senate mit Chuck Schumer als Vorsitzendem auch aus New York und der House Democratic Caucus mit deren Vorsitzendem Hakeem Jeffries ebenfalls aus New York.

## Führung im 117. Kongress

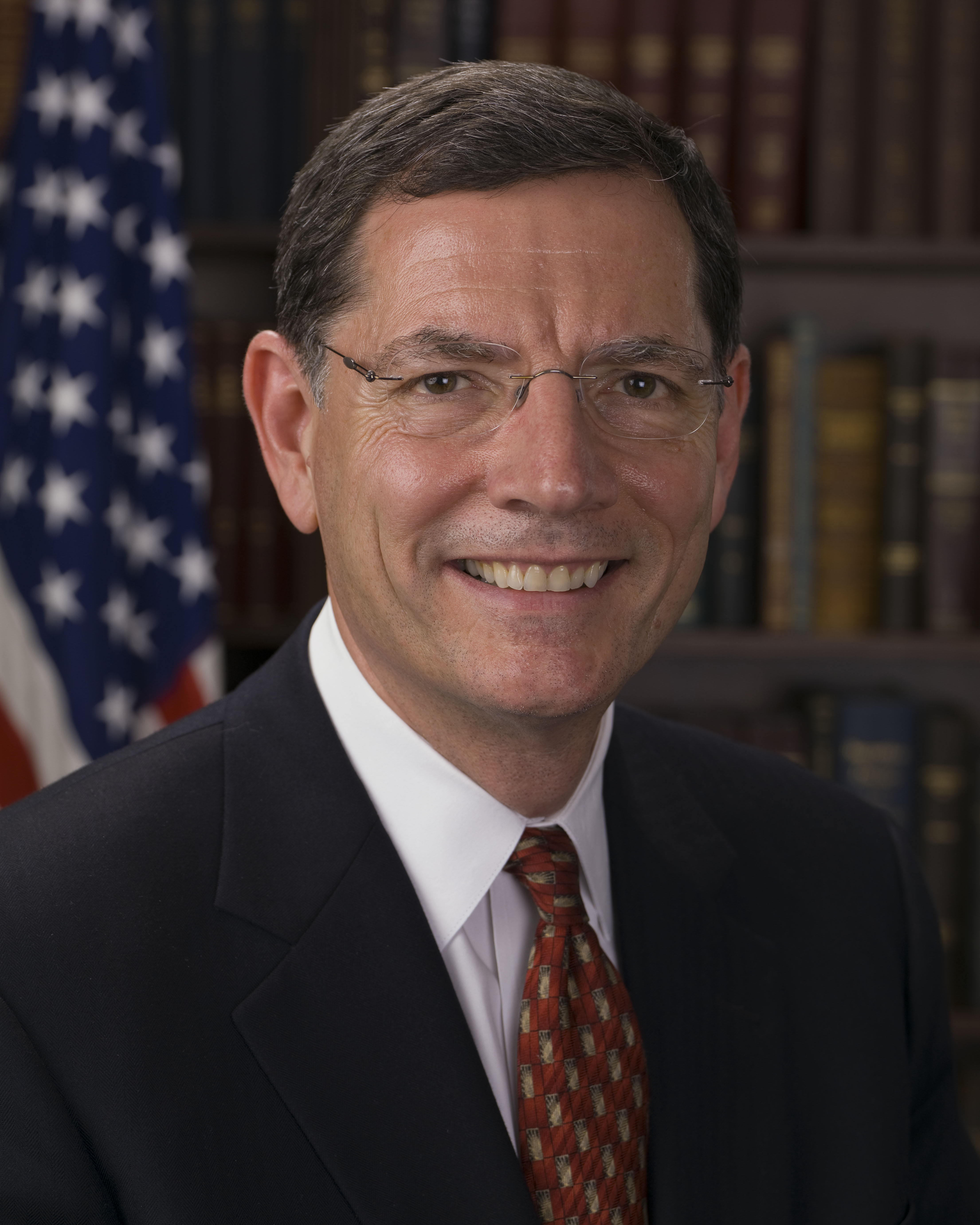
Der derzeitige Vorsitzende der Senate Republican Conference, John Barrasso

- Mitch McConnell (KY) als Minderheitsführer im Senat[4]
- John Thune (SD) als Senat Minority Whip
- John Barrasso (WY) als Vorsitzender der Republikanischen Konferenz (Senate Republican Conference Chair)
- Roy Blunt (MO) als Vorsitzender des Senats Republican Policy Committee
- Joni Ernst (IA) als stellvertretende Vorsitzende der Republikanischen Konferenz
- Rick Scott (FL) als Vorsitzender des National Republican Senatorial Committee
- Mike Lee (UT) als Vorsitzender des Republikanischen Lenkungsausschusses des Senats
- Mike Crapo (ID) als Senate Republican Chief Deputy Whip

## Parteiführer der Republikaner

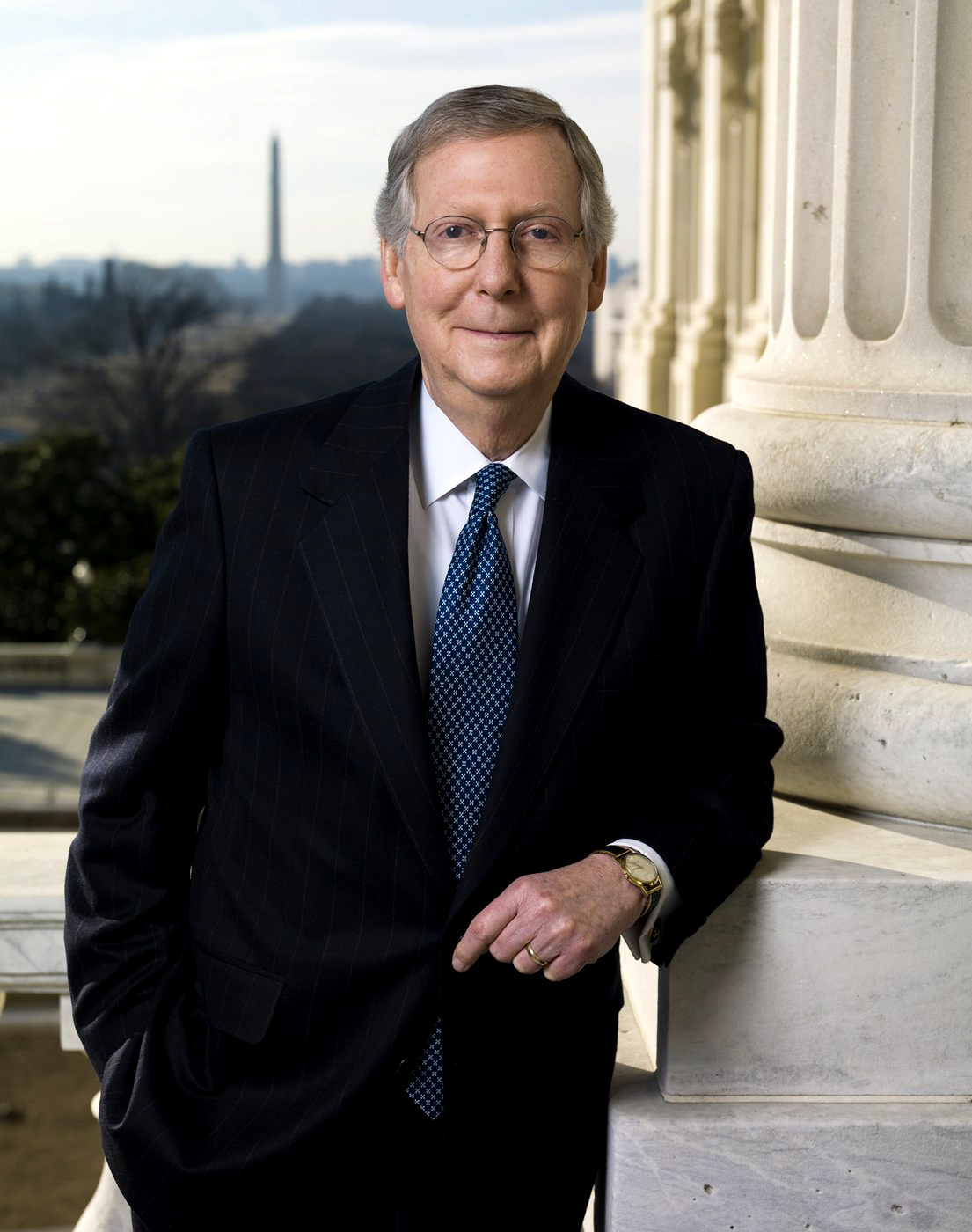
Der derzeitige Minority Leader Mitch McConell

### Amt
siehe dazu: Parteiführer des Senats der Vereinigten Staaten

### Liste der republikanischen Parteiführer
| Amtszeit                           | Senator                | Bundesstaat   |
| ---------------------------------- | ---------------------- | ------------- |
| 28. November, 1924 – 4. März, 1929 | Charles Curtis         | Kansas        |
| 4. März, 1929 – 3. März, 1933      | James Eli Watson       | Indiana       |
| 4. März, 1933 – 3. Januar, 1940    | Charles L. McNary      | Oregon        |
| 3. Januar 1940 – 3. Januar 1941    | Warren Austin (Acting) | Vermont       |
| 3. Januar 1941 – 25. Februar 1944  | Charles L. McNary      | Oregon        |
| 25. Februar 1944 – 3. Januar 1949  | Wallace H. White Jr.   | Maine         |
| 3. Januar 1949 – 29. November 1951 | Kenneth S. Wherry      | Nebraska      |
| 8. Januar 1952 – 3. Januar 1953    | Styles Bridges         | New Hampshire |
| 3. Januar 1953 – 31. Juli 1953     | Robert A. Taft         | Ohio          |
| 4. August 1953 – 3. Januar 1959    | William F. Knowland    | Kalifornien   |
| 3. Januar 1959 – 7. September 1969 | Everett Dirksen        | Illinois      |
| 6. September 1969 – 3. Januar 1977 | Hugh Scott             | Pennsylvania  |
| 3. Januar 1977 – 1. November 1979  | Howard Baker           | Tennessee     |
| 1. November 1979 – 5. März 1980    | Ted Stevens (Acting)   | Alaska        |
| 5. März 1980 – 3. Januar 1985      | Howard Baker           | Tennessee     |
| 3. Januar 1985 – 11. Juni 1996     | Bob Dole               | Kansas        |
| 12. Juni 1996 – 3. Januar 2003     | Trent Lott             | Mississippi   |
| 3. Januar 2003 – 3. Januar 2007    | Bill Frist             | Tennessee     |
| seit dem 3. Januar 2007            | Mitch McConnell        | Kentucky      |